# Klaus-Dieter Cohrs
Klaus-Dieter Cohrs (* 23. Juli 1960) ist ein Brigadegeneral außer Dienst des Heeres der Bundeswehr. Er war in letzter Verwendung von März 2022 bis März 2024 der Kommandeur des Logistikzentrums der Bundeswehr in Wilhelmshaven.

## Militärische Laufbahn

### Ausbildung und erste Verwendungen
Cohrs trat 1980 in die Bundeswehr ein, absolvierte die Ausbildung zum Unteroffizier, und wurde bis 1982 als Instandsetzungsunteroffizier beim Panzergrenadierlehrbataillon 92 in Munster eingesetzt. 1982 wechselte er in die Laufbahn der Offiziere und wurde bis 1987 an der Schule Technische Truppe 1 und Fachschule des Heeres für Technik in Aachen zum Offizier der Instandsetzungstruppe ausgebildet. In dieser Zeit schloss er auch ein Maschinenbaustudium an der Universität der Bundeswehr in München ab. Es folgte von 1987 bis 1991 eine Verwendung als Instandsetzungsoffizier und Leiter der Technischen Einsatzführung der Instandsetzungslehrkompanie 90 in Munster. Von 1991 bis 1994 war Cohrs Kompaniechef der Instandsetzungsausbildungskompanie 605 in Boostedt, in dieser Zeit absolvierte er auch die Ausbildung zum amtlich anerkannten Sachverständigen im Kraftfahrzeugverkehr. Von 1994 bis 1995 folgte eine Verwendung als S3-Offizier (Einsatz, Ausbildung, Organisation) beim Instandsetzungsregiment 6 in Flensburg, bevor er von 1995 bis 1997 an der Generalstabsausbildung an der Führungsakademie der Bundeswehr in Hamburg teilnahm.

### Dienst als Stabsoffizier
Die erste Verwendung als Stabsoffizier führte Cohrs von 1997 bis 1999 als G3-Planungsstabsoffizier (Ausbildung und Übung) für multinationale Übungen der Krisenreaktionskräfte zum Heeresführungskommando nach Koblenz. Von 1999 bis 2000 nahm er am Royal Military College of Science an der Cranfield University in Shrivenham (Großbritannien) am Defence Technology Course teil, welchen er als Master of Science in Defence Technology abschloss. Von 2000 bis 2001 war er G3-Operationsstabsoffizier der Logistikbrigade 1 in Lingen, bevor er von 2001 bis 2003 als Kommandeur des Instandsetzungsbataillons 11 in Delmenhorst in Führungsverantwortung war. In diese Zeit fiel auch ein Einsatz im Rahmen der Operation Enduring Freedom als Verbindungsoffizier im Hauptquartier United States Central Command (USCENTCOM) in Tampa (USA). Von 2003 bis 2006 folgte eine Verwendung als Grundsatzreferent Fü S IV 4 (Mobilität und Transportlogistik) im Führungsstab der Streitkräfte in Bonn. Von 2006 bis 2008 war Cohrs Deutscher Projektoffizier für die logistische Untersuchung LOGWAR im britischen Verteidigungsministerium in Bath (Großbritannien). 2008 wurde er an die Logistikschule der Bundeswehr in Osterholz-Scharmbeck versetzt, wo er bis 2010 Leiter des Bereichs Weiterentwicklung war. Während dieser Zeit war er auch als Branch Chief für den Aufbau der Kosovo Security Force im Hauptquartier der Kosovo Force (KFOR) in Pristina (Kosovo) im Auslandseinsatz. Von 2011 bis 2015 war Cohrs Leiter der Logistik und Abteilungsleiter Supply Chain Management, danach Stellvertreter des Kommandeurs und Chef des Stabes im Logistikzentrum der Bundeswehr in Wilhelmshaven. Es folgte von 2015 bis 2018 eine ministerielle Verwendung als Referatsleiter Planung II 5 (Fähigkeitsentwicklung Domäne Unterstützung in den Dimensionen) in der Abteilung Planung des Bundesministeriums der Verteidigung, mit Dienstsitz in Bonn.

### Dienst als General
Am 23. März 2018 wurde Cohrs als Nachfolger von Brigadegeneral Ralf Lungershausen zum Kommandeur der Technischen Schule des Heeres und General der Heereslogistiktruppen in Aachen ernannt und erhielt auf diesem Dienstposten im November 2019 die Beförderung zum Brigadegeneral. Im März 2022 übernahm er von Generalmajor Klaus Frauenhoff das Kommando über das Logistikzentrum der Bundeswehr in Wilhelmshaven. Diesen Dienstposten übergab Cohrs am 21. März 2024 an Flottillenadmiral Andreas Mügge und trat nach 44 Dienstjahren in den Ruhestand.

## Privates
Cohrs ist verheiratet.